# 永延
永延（987年5月5日~989年9月10日）是日本的年號。使用這年號之日本天皇是一條天皇。

## 改元
- 寬和三年四月初五（987年5月5日）：改元。
- 永延三年八月初八（989年9月10日）：改元永祚。

## 出處
- 《後漢書卷六十上·馬融列傳第五十上》：「……豐千億之子孫，歷萬載而永延……」

## 大事記
- 永延二年：尾張國郡司和百姓以「尾張国郡司百姓等解文」投訴國守藤原元命之苛政，要求將其解任。

## 紀年、干支、西曆對照表
| 永延 | 元年  | 二年  | 三年  |
| 公元 | 987年 | 988年 | 989年 |
| 干支 | 丁亥  | 戊子  | 己丑  |